# گورستان خاوانسکویی
گورستان خاوانسکویی (روسی: Хованское кладбище) یا گورستان نیکولو خاوانسکویی یکی از گورستان‌های منطقهٔ لنینسکی در استان مسکو در روسیه است که درگذشتگان شهر مسکو را پوشش می‌دهد.
این گورستان، بزرگترین گورستان قارهٔ اروپاست و ۱٬۹۷۰٬۰۰۰ متر مربع (۲۱٬۲۰۰٬۰۰۰ فوت مربع) مساحت داد که خود به سه بخش تقسیم می‌شود: آرامستان مرکزی خاوانسکویی که در سال ۱۹۷۲ بنا شد و ۸۷۷٬۲۰۰ متر مربع (۹٬۴۴۲٬۰۰۰ فوت مربع) مساحت دارد؛ آرامستان شمالی خاوانسکویی که در سال ۱۹۷۸ بنا شد و ۶۰۰٬۰۰۰ متر مربع (۶٬۵۰۰٬۰۰۰ فوت مربع) مساحت دارد؛ و سرانجام آرامستان غربی خاوانسکویی که در سال ۱۹۹۲ بنا شد و ۵۰۱٬۲۰۰ متر مربع (۵٬۳۹۵٬۰۰۰ فوت مربع) مساحت دارد. یک نمازخانهٔ متعلق به کلیسای ارتدکس روسی در این گورستان واقع شده است و مرده‌سوزخانه آن نیز در سال ۱۹۸۸ ساخته شد.
برخی از به‌خاک‌سپرده‌شدگان مشهور این گورستان عبارتند از: واسیلی آلکسانیان، بوریس دیلونه، لئونید پارخامنکو و روسلانا کورشونووا.